# Bärbel Schäfer (Regierungspräsidentin)

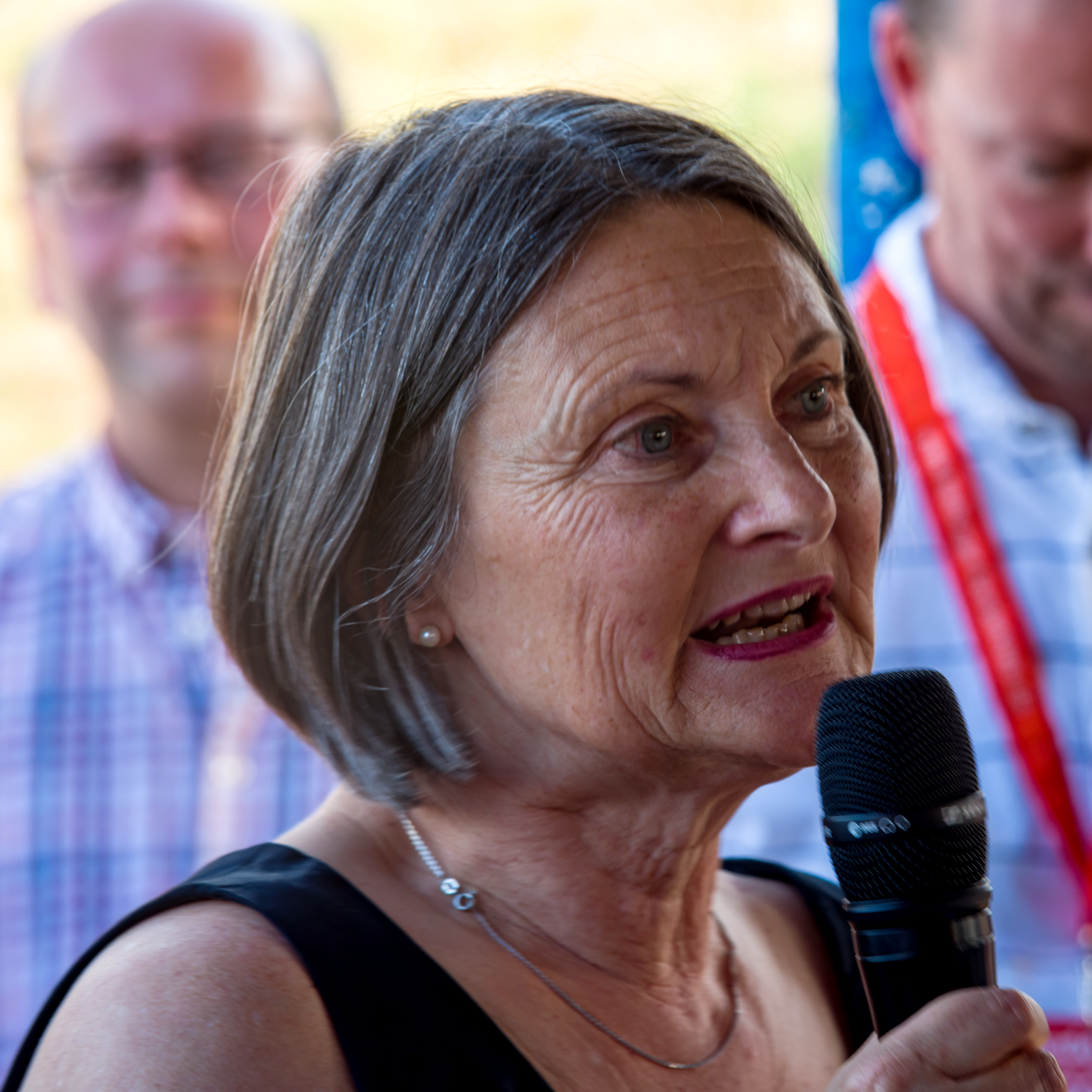
Bärbel Schäfer bei der Eröffnung des ZMF 2018 in Freiburg

Bärbel Schäfer (* 6. März 1958 in Geislingen an der Steige) ist eine deutsche Juristin. Von 2012 bis 2024 war sie Regierungspräsidentin des baden-württembergischen Regierungsbezirks Freiburg. Sie gehört keiner Partei an.

## Leben
Nach ihrem Abitur am Helfenstein-Gymnasium in Geislingen studierte Bärbel Schäfer von 1978 bis 1982 Rechtswissenschaften an der Albert-Ludwigs-Universität Freiburg. Ihr Referendariat absolvierte sie ab 1983 im Landgerichtsbezirk Freiburg und schloss es 1985 mit dem Zweiten Staatsexamen ab. Anschließend war sie von 1986 bis 1988 als selbständige Anwältin in der Freiburger Bürogemeinschaft de Witt tätig. Von 1987 bis 1990 hatte sie einen Lehrauftrag an der Fachhochschule für öffentliche Verwaltung Kehl inne.
Ab 1988 war Schäfer juristische Mitarbeiterin im Rechtsamt der Stadt Freiburg im Breisgau, ab 1990 dessen stellvertretende Leiterin; 1992 wurde sie zur Amtsleiterin gewählt (Leitende Stadtrechtsdirektorin). Sie war Mitglied im Rechts- und Verfassungsausschuss des Städtetags Baden-Württemberg sowie im Arbeitskreis „Öffentliche Einrichtungen“ des Deutschen Städtetags. Seit 2006 ist sie außerdem Ausbilderin für „interessenorientiertes Verhandeln nach Harvard-Konzept“.
Am 28. Februar 2012 entschied die grün-rote Landesregierung auf Vorschlag von Ministerpräsident Winfried Kretschmann, den bisherigen Regierungspräsidenten Julian Würtenberger (CDU) in den einstweiligen Ruhestand zu versetzen, und berief Schäfer mit Wirkung zum 1. April 2012 als Nachfolgerin. Sie war die erste Frau an der Spitze der Behörde.
Ende März 2024 trat sie in den Ruhestand. Ihr folgte als Regierungspräsident Carsten Gabbert nach. Im Juni 2024 erreichte Schäfer für die Grünen einen Sitz im Gemeinderat in Freiburg.
Bärbel Schäfer ist verheiratet und hat zwei Kinder.